# Aeródromo Los Cipresales
El aeródromo Los Cipresales fue un aeródromo desde 1942 hasta la época de los años 60 en Ciudad de Guatemala. Fue parte de la escuela militar de aviación en su época y fue desmantelado luego de la expansión al Aeropuerto La Aurora. 
Los Cipresales se ubicó en lo que actualmente es la Zona 6. Actualmente su espacio lo ocupa la colonia militar.